# Torta Caprese

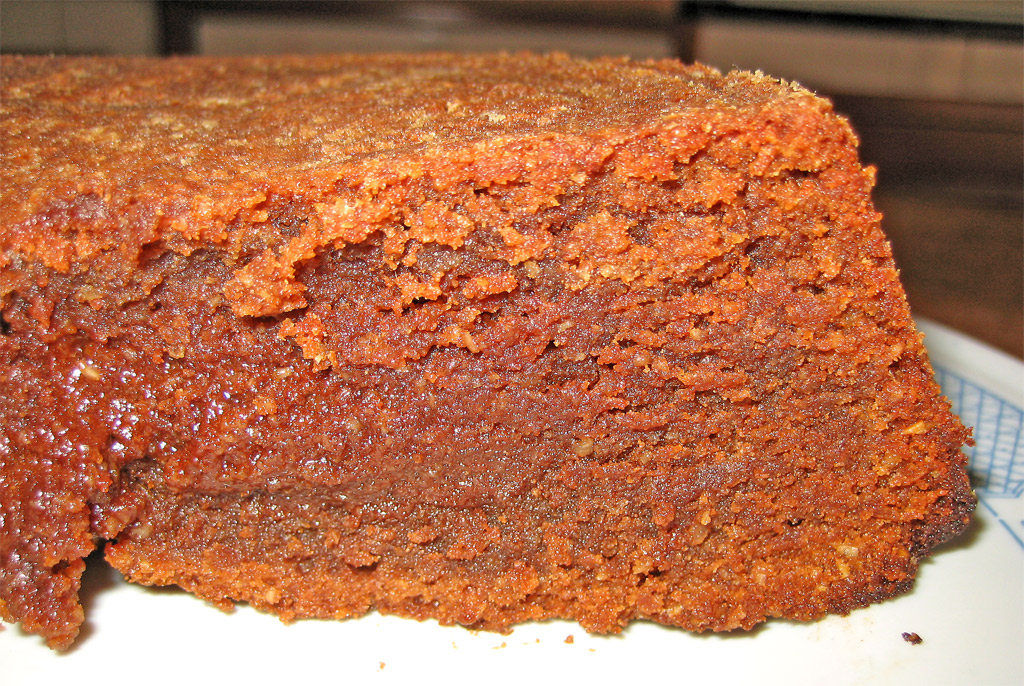
Torta Caprese

Torta Caprese is een chocolade-amandeltaart waarvan het recept afkomstig is van het Italiaanse eiland Capri.
Soms worden ook walnoten of likeur toegevoegd.
De taart is geschikt voor mensen met een glutenvrij dieet.